# Bosiljevo
Bosiljevo és un municipi de Croàcia situat al comtat de Karlovac. Es troba a 76 km de Zagreb, i a 25 km al sud-oest de Karlovac.
L'any 2011 tenia 1.289 habitants censats.

## Pobles
- Bosanci. 44 habitants. 45° 26′ 35″ N, 15° 15′ 50″ E / 45.44306°N,15.26389°E
- Donja Brusovača. 116 habitants. 45° 13′ 08″ N, 15° 43′ 34″ E / 45.21889°N,15.72611°E
- Dvorište Vivodinsko. 27 habitants. 45° 40′ 23″ N, 15° 25′ 52″ E / 45.67306°N,15.43111°E
- Kasuni. 59 habitants. 45° 26′ 49″ N, 15° 15′ 36″ E / 45.44694°N,15.26000°E
- Orisje. 59 habitants. 45° 24′ 14″ N, 15° 17′ 31″ E / 45.40389°N,15.29194°E
- Pribanjci. 117 habitants. 45° 27′ 04″ N, 15° 15′ 0″ E / 45.45111°N,15.25000°E
- Vukmanić. 261 habitants, conegut per ser el poble on nasqué Ivan Ribar (1881-1968), qui, després de la Segona Guerra Mundial i abans de l'arribada de Josip Broz Tito, fou el primer cap d'estat de Iugoslàvia.. 45° 25′ 19″ N, 15° 39′ 22″ E / 45.42194°N,15.65611°E